# 무라하치부
무라하치부(일본어: 村八分）란 일본의 에도 시대에 촌락 공동체내의 규칙 및 질서를 어긴 자에 대해 집단이 가하는 제재행위를 가리키는 속칭이다.  지역사회에서 특정 주민을 배척하거나 집단에서 특정 멤버를 배척(왕따)하는 행위를 가리키는 데 사용된다.
무라하치부를 가하는 공동체는 지역공동체가 공동으로 협동하여 처리하는 행위중 장례의 뒷 처리(시체를 방치할 경우, 부패한 악취 및 전염병의 원인이 되므로)와 진화활동(목조건물이 많은 일본에서 화재는 대형 재앙이었다)등 두 가지 사항을 제외한 제재 대상자와의 모든 교류를 일체 끊는다. (성인식, 결혼식, 출산, 병의 수발, 가옥신축및 재건축의 지원, 수해시의 복구지원, 여행등) 하치부는 튀기다, 튕겨내다라는 뜻의 하지쿠(はじく)가 변한 말이라 하며, 10가지중 2가지를 뺀 것이라는 (八分)이라는 속설은 후세에 지어낸 이야기라고 한다.
에도시대에는 제재 대상자가 집단 공동소유의 토지에서 경작을 할 수 없게 되어, 사실상 생계를 꾸려갈 수 없게 되었다.
그러나 마을에서의 규칙과 질서는 합법적, 객관적이고 공명정대한 것과는 거리가 멀어 그 지역의 유력자의 사적,주관적인 이익에 부합한 것임에도 불구하고 통용된 봉건적, 구태의연한 내용도 많은 등 공정한 질서유지 활동이라 할 수 없으며, 메이지 시대 이후는 인권을 침해하고 법에 어긋나는 것으로 인식되어 1909년의 대법원 판결로 무라하치부의 통보 등은 협박 또는 명예훼손이 되었다.
이러한 따돌림 행위는 제2차 세계대전 이후로도 존재하고 최근에도 종종 문제가 되고있다. 
전후에 유명해진 사건으로는 1952년에 시즈오카현 후지군 우에노 마을 (현 후지 노미야시)에서 일어난 참의원 보궐선거에서 마을 모두의 비리를 고발한 여고생이 가족동반으로 따돌림을 당한 사건이있다 (시즈오카현 우에노 마을 따돌림 사건) 

## 같이 보기
- 차별
- 쓰야마 사건
- 나바리 독포도주 사건
- 구글에 의한 검열
- 시즈오카현 우에노 마을 따돌림 사건 (1952년)
- 산리즈카 투쟁 - 나리타 공항 문제를 둘러싸고 입장이 다른 주민에 대해 이루어졌다.
- 니가타 세키카와 촌 따돌림 사건 (2004년)
- 효고현 카사이시 교육장에 의한 따돌림 사건 (2011년)
- 나라현 천리시의 자치회에 의한 따돌림 소동
- 오이타 현 중부의 마을에서 따돌림 소송
- 신종 코로나 바이러스 감염자나 그 농후 접촉자 감염 다발 지역으로의 이동에 대한 따돌림